# Tempestt Bledsoe
Tempestt Bledsoe (Chicago, 1 de agosto de 1973) es una actriz estadounidense, conocida sobre todo por su papel de Vanessa Huxtable en la popular serie de televisión La hora de Bill Cosby.
En diciembre de 2010, se anunció que Tempestt Bledsoe será la anfitrióna del programa televisivo Todo en su lugar de Red Style, en sustitución de Niecy Nash.

## Biografía
Bledsoe se convirtió en uno de los rostros más populares de la televisión con tan solo once años, cuando fue seleccionada para interpretar a la cuarta hija de Bill Cosby en The Cosby Show, una de las comedias de mayor éxito de los años ochenta, y cuya emisión se prolongó entre 1984 y 1992.
En 2006, participó en la tercera temporada del programa Celebrity Fit Club, un programa de telerrealidad donde famosos intentan perder peso ante la mirada de las cámaras y perdió 9 kilos (19 libras).
Ha intervenido con personajes episódicos en series como The Parkers, The Practice, Strong Medicine, South Of Nowhere, Husband For Hire y The Replacements. 
Es licenciada en económicas por la Universidad de Nueva York.

## Filmografía
- The Expendables (2000), Tanika

- Datos: Q541171
- Multimedia: Tempestt Bledsoe / Q541171